# Sacca San Biagio
Sacca San Biagio est une île artificielle de la lagune de Venise constituant l'extrémité occidentale de la Giudecca qui, comme elle, dépend du Sestiere de Dorsoduro. Elle est séparée de la Sacca Fisola par le Canale Sacca San Biagio et est traversé par un pont.
L'île fut constituée entre les années 1930 et les années 1950, grâce à l'accumulation de déchets venant de la ville de Venise. Entre 1973 et 1985, l'île accueillit un incinérateur qui lui donna le nom de Ìxoła de łe Scoasse (« île des déchets »).

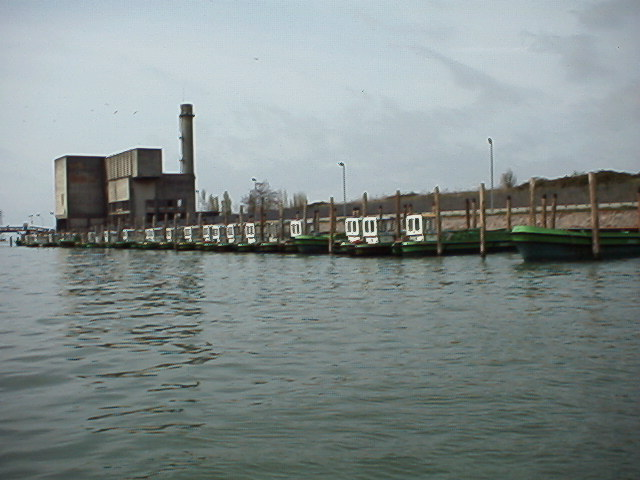
Sacca San Biagio avec l'incinérateur avant sa démolition
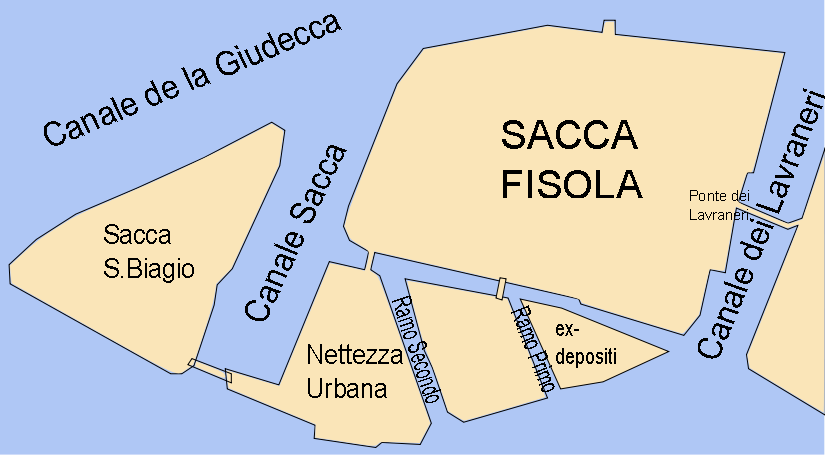
Plan